# Грінбраєр (Теннессі)
Грінбраєр (англ. Greenbrier) — місто (англ. town) в США, в окрузі Робертсон штату Теннессі. Населення — 6898 осіб (2020).

## Географія
Грінбраєр розташований за координатами 36°25′34″ пн. ш. 86°47′28″ зх. д. / 36.42611° пн. ш. 86.79111° зх. д. (36.426220, -86.791085).  За даними Бюро перепису населення США в 2010 році місто мало площу 18,12 км², з яких 18,03 км² — суходіл та 0,10 км² — водойми.

## Демографія
Згідно з переписом 2010 року, у місті мешкали 6433 особи в 2350 домогосподарствах у складі 1792 родин. Густота населення становила 355 осіб/км².  Було 2471 помешкання (136/км²).
Расовий склад населення:
| - 96,0 % — білих - 0,9 % — чорних або афроамериканців - 0,6 % — азіатів - 0,3 % — корінних американців |

До двох чи більше рас належало 1,3 %. Частка іспаномовних становила 2,6 % від усіх жителів.
За віковим діапазоном населення розподілялося таким чином: 28,7 % — особи молодші 18 років, 61,3 % — особи у віці 18—64 років, 10,0 % — особи у віці 65 років та старші. Медіана віку мешканця становила 34,2 року. На 100 осіб жіночої статі у місті припадало 91,2 чоловіків;  на 100 жінок у віці від 18 років та старших — 90,0 чоловіків також старших 18 років.
Середній дохід на одне домашнє господарство  становив 68 429 доларів США (медіана — 49 491), а середній дохід на одну сім'ю — 78 751 долар (медіана — 59 840). Медіана доходів становила 48 621 долар для чоловіків та 37 517 доларів для жінок. За межею бідності перебувало 8,3 % осіб, у тому числі 10,4 % дітей у віці до 18 років та 7,5 % осіб у віці 65 років та старших.
Цивільне працевлаштоване населення становило 3242 особи. Основні галузі зайнятості: освіта, охорона здоров'я та соціальна допомога — 20,6 %, роздрібна торгівля — 16,8 %, виробництво — 13,4 %, фінанси, страхування та нерухомість — 11,5 %.